# Wereldkampioenschap voetbal 2018 (Groep B) Portugal - Spanje
Dit artikel gaat over de wedstrijd in de groepsfase in groep B tussen Portugal en Spanje die gespeeld werd op vrijdag 15 juni 2018 tijdens het wereldkampioenschap voetbal 2018. Het duel was de vierde wedstrijd van het toernooi.

## Voorafgaand aan de wedstrijd
- Portugal stond bij aanvang van het toernooi op de vierde plaats van de FIFA-wereldranglijst.[1]
- Spanje stond bij aanvang van het toernooi op de tiende plaats van de FIFA-wereldranglijst.[2]
- De confrontatie tussen de nationale elftallen van Portugal en Spanje was de zesendertigste in de historie.[3]
- Het duel vindt plaats in het Olympisch Stadion Fisjt in Sotsji. Dit stadion werd in 2013 geopend en kan 47.659 toeschouwers herbergen.

## Wedstrijdgegevens[4]
| Datum                | 15 juni 2018                                                                                       | 15 juni 2018                                                                                       |
| Wedstrijdnummer      | 4                                                                                                  | 4                                                                                                  |
| Stadion              | Olympisch Stadion Fisjt, Sotsji                                                                    | Olympisch Stadion Fisjt, Sotsji                                                                    |
| Toeschouwers         | 43.866                                                                                             | 43.866                                                                                             |
| Scheidsrechter       | Gianluca Rocchi                                                                                    | Gianluca Rocchi                                                                                    |
| Assistenten          | Elenito Di Liberatore Mauro Tonolini                                                               | Elenito Di Liberatore Mauro Tonolini                                                               |
| Vierde official      | Ryuji Sato                                                                                         | Ryuji Sato                                                                                         |
| Videoscheidsrechters | Massimiliano Irrati Carlos Astroza (assistent) Paolo Valeri (assistent) Daniele Orsato (assistent) | Massimiliano Irrati Carlos Astroza (assistent) Paolo Valeri (assistent) Daniele Orsato (assistent) |
| Man van de wedstrijd | Cristiano Ronaldo                                                                                  | Cristiano Ronaldo                                                                                  |
|                      | Portugal                                                                                           | Spanje                                                                                             |
| Doelpunten           | 3                                                                                                  | 3                                                                                                  |
| Gele kaarten         | 1                                                                                                  | 1                                                                                                  |
| Rode kaarten         | 0                                                                                                  | 0                                                                                                  |
| Wissels              | 3                                                                                                  | 3                                                                                                  |
| Schoten op doel      | 3                                                                                                  | 5                                                                                                  |
| Schoten naast doel   | 5                                                                                                  | 7                                                                                                  |
| Overtredingen        | 12                                                                                                 | 10                                                                                                 |
| Hoekschoppen         | 4                                                                                                  | 5                                                                                                  |
| Buitenspel           | 1                                                                                                  | 3                                                                                                  |
| Balbezit (%)         | 38                                                                                                 | 62                                                                                                 |

| Portugal | 3 – 3           | Spanje |
| Cristiano Ronaldo 7' (pen.) (Gonçalo Guedes) Cristiano Ronaldo 44' Cristiano Ronaldo 88'                                                                                | goals (assists) | 24' Diego Costa 55' Diego Costa (Sergio Busquets) 58' Nacho Fernández                                                                          |
| Fernando Santos | bondscoach      | Fernando Hierro |
| Rui Patrício Cédric Soares Pepe José Fonte Raphaël Guerreiro Bernardo Silva 69' William Carvalho Gonçalo Guedes 80' João Moutinho Bruno Fernandes 68' Cristiano Ronaldo | opstellingen    | David de Gea Nacho Fernández Gerard Piqué Sergio Ramos Jordi Alba 86' David Silva Sergio Busquets Isco Koke 70' Andrés Iniesta 77' Diego Costa |
| João Mário 68' Ricardo Quaresma 69' André Silva 80' | wissels         | 70' Thiago Alcántara 77' Iago Aspas 86' Lucas Vázquez                                                                                          |
| Bruno Fernandes 28' | gele kaarten    | 17' Sergio Busquets |
| | rode kaarten    | |